# Гацце, Макс
Макс Гацце — (итал. Max Gazzè, род. 6 июля 1967, Рим, Италия) — итальянский автор-исполнитель. Выделяется возможностью брать достаточно высокие ноты.

## Биография
Макс Гацце родился в Риме, его отец был из Шикли в провинции Рагуза. Детство до 1982 года Макс провёл в Бельгии, где его отец работал дипломатом в посольстве Италии.
В возрасте 6 лет он начал обучаться игре на фортепиано, а в 14 посвятил себя бас гитаре и стал выступать с группами в брюссельских клубах. В 1985—1990 годах он играл с группами, смешивающими джаз, фанк и рок (включая 4Play4), из самых разных стран Европы. Известно о его сотрудничестве с такими музыкантами как Russell Jarrett, Michel Morvan, Alister Tomes и Simon Jarrett.
В 1991 году возвращается в Рим и активно выступает, записывается.

## Личная жизнь
У Макса Гацце пятеро детей (в порядке рождения): Самуэле, Бьянка и Эмили — от его бывшей жены Марии Сальвуччи (итал. Maria Salvucci), с которой он развёлся после 15 лет брака. От второй связи, которая официально не была оформлена, у Макса родилось ещё двое детей: Сильвия и Гульельмо (2016).
Тексты песен Макса написаны совместно с его братом, Франческо (итал. Francesco Gazzè).

## Дискография
- Contro un'onda del mare (1996)
- La favola di Adamo ed Eva (1998)
- Max Gazzè (Gadzilla) (2000)
- Ognuno fa quello che gli pare? (2001)
- Un giorno (2004)
- Tra l'aratro e la radio (2008)
- Quindi? (2010)
- Sotto casa (2013)

## Дуэты
- Совместно с Ginevra Di Marco: La tua realtà
- Совместно с Carmen Consoli: Il motore degli eventi
- Совместно с Daniele Silvestri: Pallida
- Совместно с Mao: Colloquium vitae
- Совместно с Niccolò Fabi: Vento d’estate
- Совместно с Paola Turci: Il debole fra i due
- Совместно с Alex Britti: …Solo con te
- Совместно с Stephan Eicher: Cenerentola a mezzanotte
- Совместно с Paola Turci e Marina Rei: Il solito sesso (during the duets evening of the 58º Festival di Sanremo, 2008)
- Совместно с i Bluvertigo e Morgan: Segnali di vita
- Совместно с i Jetlag and Raf: È necessario
- Совместно с Luca Barbarossa and Roy Paci: Non mi stanco mai
- Совместно с Serena Abrami: Scende la pioggia (da un'ora)

## Сотрудничество
- 1996 — Rappresaglia, Intro, Seguimi, Hold me, Cohiba, Un giorno lontano, Me fece mele a chepa, Via col vento, Samantha, Il dado, Strade di Francia, Lasciami andare, Pino — fratello di Paolo in Il dado by Daniele Silvestri
- 1998 — Vento d’estate in Niccolò Fabi by Niccolò Fabi
- 1998 — O Caroline in The different you — Robert Wyatt e noi
- 1999 — Aria, Pozzo dei desideri, Tu non torni mai, Giro in si, Desaparecido, Sto benissimo in Signor Dapatas by Daniele Silvestri
- 1999 — Neretva, Tempo di attesa and Le grandi scoperte in Trama tenue by Ginevra Di Marco
- 2000 — Di giada e di veleno in Marjorie Biondo by Marjorie Biondo
- 2000 — Testardo in Occhi da orientale by Daniele Silvestri
- 2001 — Saluto l’inverno in Mi basta il paradiso by Paola Turci
- 2001 — Troppo sensibile in Iperbole by Raf
- 2002 — Silvia, La festa and Cellule in Non è successo niente by Alberto Belgesto
- 2002 — Sette sono i re and Pinto Stefano in Bondo! Bondo! by Bandabardò
- 2003 — Taxi Europa in Taxi Europa by Stephan Eicher
- 2007 — Foolin' Around in Private Paradise by Jacques Villeneuve
- 2007 — 92100 in Io sto qui by Tinturia
- 2007 — Faccia di velluto, Il suo nome, Ninetta Nanna, Che bella faccia in Il latitante by Daniele Silvestri

## Фильмография
- The Lamb Lies Down on Broadway (2010) — Rael
- Basilicata Coast to Coast (2010) — Franco Cardillo

## Выступления наФестивале Сан-Ремо
- 1999: Una musica può fare (Nuove Proposte — 8 место)
- 2000: Il timido ubriaco (4 место)
- 2008: Il solito sesso (12 место)
- 2013: Sotto Casa (7 место) и I tuoi maledettissimi impegni
- 2018: La leggenda di Cristalda e Pizzomunno (6 место)
- 2021: Il Farmacista (17 место)